# Impossible
Impossible är en låt av sångerskan Shontelle från hennes andra studioalbum No Gravity som släpptes den 9 februari 2010. James Arthur fick den som vinnarlåt när han vann The X Factor 2012.